# Église Saint-Pierre-ès-Liens de Brangues
Pour les articles homonymes, voir Église Saint-Pierre-ès-Liens.
L'église Saint-Pierre-ès-Liens de Brangues, est un édifice religieux catholique, situé dans le département de l'Isère, sur la commune de Brangues.
Cette église est liée à l'affaire Berthet qui inspirera Stendhal pour écrire son roman Le Rouge et le Noir.

## Historique

### Ancienne et nouvelle église
L’ancienne église était située au centre de la place actuelle. Consacrée à Saint Pierre, elle est mentionnée dans un texte datant de 1225. Restaurée au cours du XVIIe siècle, l'édifice comprenait plusieurs chapelles dédiées à Notre Dame, Saint Jean et Saint Antoine. Entourée par le cimetière du village, l'ancienne église était ornée d’un clocher-porche. Au motif de sa vétusté et maudite en raison d'une tentative de meurtre sur une femme durant la messe, elle est démolie en juillet 1847.
La bénédiction de la nouvelle église s'est déroulée le 9 novembre 1847. La façade accueille les statues de Jeanne d’Arc et de Saint Pierre, offertes par Eugène Berthet, petit-neveu d’Antoine Berthet en expiation du sacrilège.

### L'affaire Berthet

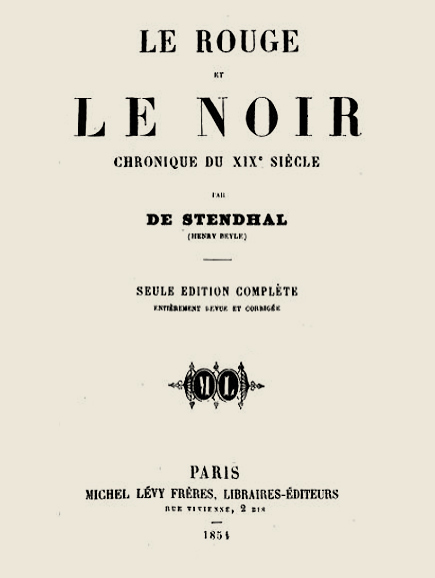
Stendhal, Le Rouge et le Noir, édition 1854.

En juillet 1827, à Brangues, un jeune homme, ancien séminariste, entre dans l'ancienne église de la commune et tire sur une femme, son ancienne maîtresse Madame Michoud qui, selon lui, aurait trahi son amour. Ce drame survenu au moment ou le curé distribuait la communion inspirera en grande partie à Stendhal la tréme de son roman Le Rouge et le Noir, publié trois ans plus tard,. Son procès a lieu en décembre 1827, et il est condamné à mort en vertu des circonstances aggravantes de la loi sur le sacrilège (loi qui sera abrogée en 1830). Berthet est exécuté Place Grenette, à Grenoble le 23 février 1828 en face des fenêtres de l'appartement du Dr Gagnon, grand-père de Stendhal

## Description
L'église Saint-Pierre-ès-Liens de Brangues est une église paroissiale dont la construction remonte à 1847. Sur la façade figurent les statues de sainte Jeanne d’Arc et de Saint Pierre, offertes par Eugène Berthet, petit-neveu d’Antoine Berthet en expiation du sacrilège lié à l'affaire criminelle qui inspira Stendhal. L’une des cloches provient de l’ancienne église et l’autre fut installée après de grandes inondations du Rhône, en 1860.

## Situation et accès
L'église Notre-Dame-de-l'Assomption est située rue de la mairie dans le centre du village. l'édifice est visible depuis la vallée de la Save, petite rivière qui rejoint le Rhône à Brangues qu'elle domine en raison de sa situation sur une colline.

## Culte
L'église de Saint-Pierre-ès-Liens de Brangues (propriété de la commune) est rattachée à la paroisse de Saint Pierre du Pays des Couleurs, elle-même rattachée au diocèse de Grenoble-Vienne.